# Липно (Тверская область)
Липно — деревня в Бологовском районе Тверской области, входит в состав Кафтинского сельского поселения.

## География
Деревня находится в северной части Тверской области на расстоянии приблизительно 14 км на восток по прямой от районного центра города Бологое на восточном берегу озера Кафтино.

## История
Известна с 1859 года, тогда здесь было 47 дворов. В советское время работали колхоз «Красное знамя» и совхоз «Тимково». В 1992 году отмечено было 9 домов.

## Население
Численность населения: 317 человек (1859 год), 15 (1992), 11 (русские 91 %) в 2002 году, 7 в 2010.